# Eesti Energia
Eesti Energia ou Enefit est une société dont le siège est à  Tallinn en Estonie. 

## Présentation
Eesti Energia est la propriété du gouvernement de l'Estonie.
En 2019, ses marchés sont l'Estonie, la Lettonie, la Lituanie, la Finlande, la Pologne et la Suède.
En Estonie, la société utilise la marque Eesti Energia, et à l'international la marque Enefit.

## Organisation
En 2020, les filiales de Eesti Energia sont:
- Elektrilevi OÜ
- Enefit Kaevandused AS
- Enefit Energiatootmine AS
- Narva Soojusvõrk AS
- Enefit US LLC
- Enefit American Oil Co.
- EAO Real Estate Corp
- EAO Federal Lease LLC
- EAO State Leases LLC
- EAO Technology LLC
- EAO Orion LLC
- Attarat Holding OÜ
- Enefit SIA (Lettonie)
- Enefit UAB (Lituanie)
- Enefit Sp. z o.o. (Pologne)
- Enefit AB (Suède)
- Enefit Green AS
- Enefit Power and Heat Valka SIA
- Nelja Energia AS
- Enefit Solutions AS

### Liens internes

Enefit280, usine de traitement pour schiste bitumineux de Eesti Energia, située à Auvere, Estonie. Juin 2021.